# Georg Lienbacher
Georg Lienbacher (Kuchl (Salzburg), 1822. április 18. – Salzburg, 1896. szeptember 14.) osztrák jogtudós és politikus.

## Pályafutása
Jogot végzett és az államügyészi pályán működött több osztrák városban, 1854-től 1859-ig Pesten is. 1859-ben Bécsbe hívták az igazságügyi minisztériumba, ahol több rendbeli törvényjavaslatot dolgozott ki és 1880-tól a legfőbb törvényszéknél volt alkalmazva. 1887-ben nyugalomba vonult és az udvari tanácsosi címet kapta. Politikai pályája azonban csak ekkor kezdődött igazában, nemcsak a salzburgi tartománygyűlésen, hanem a birodalmi gyűlésen is. Ő volt a német klerikális pártnak lelke és szónoka és éveken át esküdt ellensége a szabadelvűeknek. De mert a cseh kiegyezésnek és az Eduard Taaffe által folytatott federalisztikus politikának nem volt barátja, meghasonlott klerikális barátjaival és egy ideig egy párthoz sem tartozott. Megesett, hogy ő, aki államügyész korában a hírlapok tömeges elkobzásában lelte kedvét, most a sajtó- és a gyülekezési szabadság kérdéseiben a szabadelvűekkel szavazott.
1887-ben agrárius klubot alapított, melynek tagjai különösen az alpesi pórnép gazdasági viszonyainak javítását írták zászlójukra. Lienbacher a Reichsgericht élethossziglani tagja és a salzburgi tartományi gazdasági egyesület elnöke volt. Jogi munkái közül említendők: Die Pressfreiheit (névtelenül megjelent Bécsben, 1861); Histor.-genetische Erläuterungen des österr. Pressgesetzes (1868); Das österr. Polizei-strafrecht (1880); Praktische Erläuterungen des österr. Pressgesetzes (1868); kiadta továbbá a Die öffentliche Sicherheit című rendőri közlönyt és szerkesztette a Salzburgban megjelenő Der Volksfreund című politikai hetilapot.